# ハンス・アイスラー音楽大学ベルリン

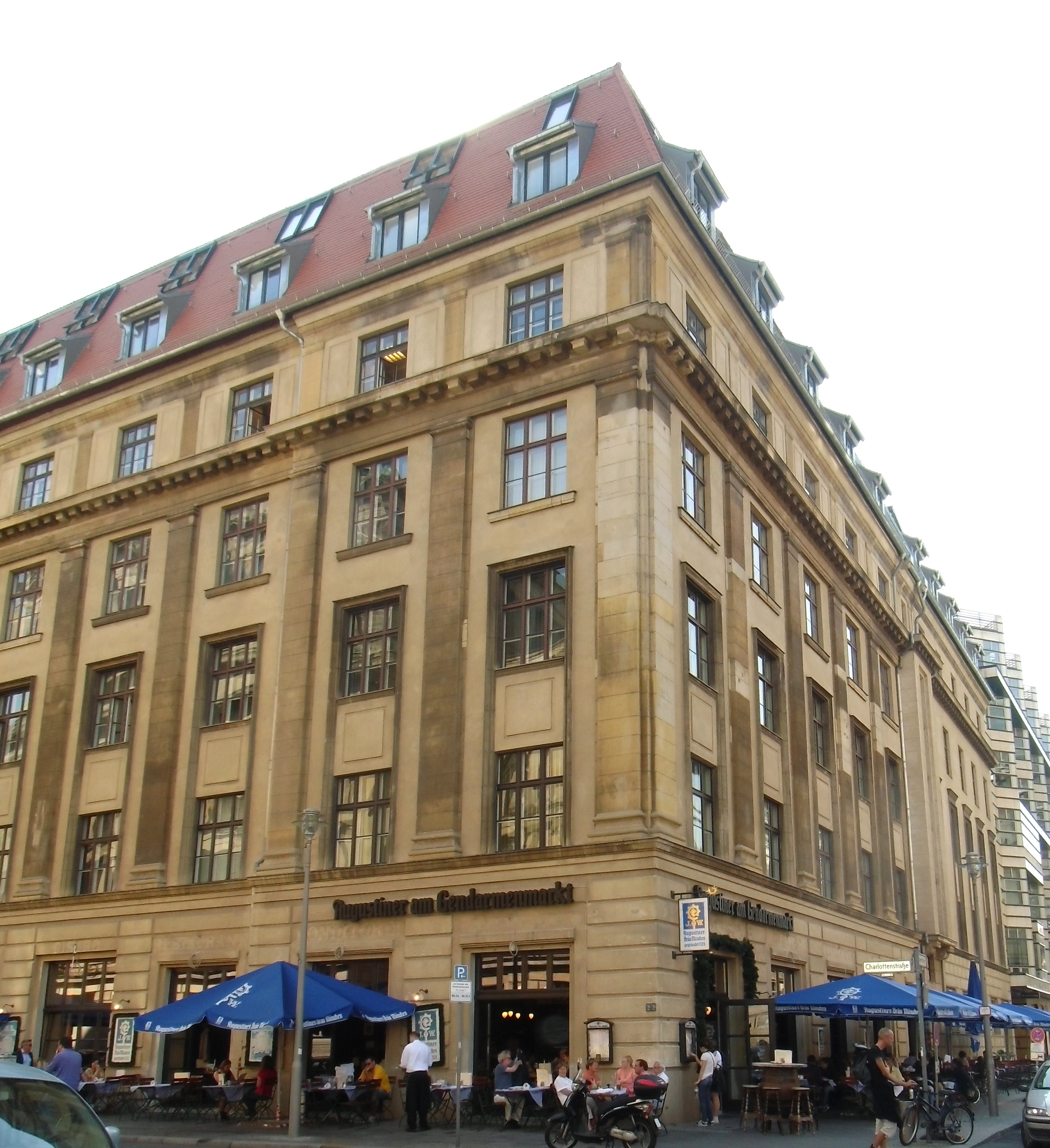
シャルロッテン通り55番地の校舎

ハンス・アイスラー音楽大学ベルリン（ドイツ語: Hochschule für Musik "Hanns Eisler" Berlin）は、ヨーロッパを代表する音楽大学の一つである。
ベルリン・ミッテ地区にある音楽大学は、作曲家で音楽理論家であったハンス・アイスラー (1898年 - 1962年) にちなんで名づけられた。本部はジャンダルメン広場のベルリン・コンツェルトハウスの並び、シャルロッテン通り55番地にある。大規模な改修の後、2005年にノイエ・マールシュタール (シュロスプラッツ7番地) の建物が追加された。
大学には交響楽団、室内オーケストラ、合唱団、学生オーケストラ、交響吹奏楽団「アイスラー・ウィンズ」と「エコー・アンサンブル」が所属している。

## 沿革
ドイツ民主共和国 (東ドイツ) 成立後、全ての音楽学校と音楽大学は西ベルリンに位置していたので、1949年に東ドイツ教育省は新しい音楽大学を設立することを決めた。ヴィルヘルム通りにある戦災を受けた建物を修復し、1950年10月1日にドイツ音楽大学が開校した。
創設者は音楽学者のゲオルク・ネプラーであった。最初の教授陣にはルドルフ・ヴァーグナー＝レゲニーとハンス・アイスラー (作曲) 、ヘルムート・コッホ (指揮) 、ヘルマ・プレヒターとアーノ・シェレンベルク (声楽) が含まれていた。
1955年に2人の学生が特に高い関心を示したので、オペラと音楽劇場の監督を養成するコースが設けられた。これにより、この大学はヨーロッパで最初にこれらのコースを提供する大学のひとつとなった。
1964年に大学は東ドイツ国歌の作曲者であったアイスラーの名を冠したハンス・アイスラー音楽大学ベルリンと改名し、建物の入り口には彫刻家フリッツ・クレマーが作成したアイスラーの青銅胸像が記念に置かれた。
若い才能を伸ばすために、音楽大学の設立と同時に1950年9月1日には「音楽職業学校」が開校し、1965年には「音楽専門学校」に改編され、音楽大学の直属となった。1991年からは「カール・フィリップ・エマヌエル・バッハ音楽学校」と呼ばれている。
2005年にはジャズ研究所ベルリン (JIB) が、ハンス・アイスラー音楽大学とベルリン芸術大学の共同機関として設立された。

## 図書館
音楽大学の図書館には、14,400冊の書籍、57,000点の楽譜、そして4,100点のCD、ヴィデオが所蔵されている。

## 学部と研究所
音楽大学には4つの学部と3つの研究所があり、いずれもベルリン芸術大学と共同で運営されている。さらに専門的学際的な継続教育の面で、ベルリン・キャリア・カレッジ (旧継続教育中央研究所) との協力をしている。学生と卒業生は、ベルリン芸術大学のキャリア・トランスファー・センター (CTC) が提供する機会に参加することができる。
2015/16年冬学期に開設されたコースは次の通り: 声楽、音楽劇演出、演出、弦楽器、ハープ、ギター、管楽器、打楽器、指揮、コレペティートル、ピアノ、作曲、歴史的及び現代の音響学、歌曲様式、室内楽、そして電気音響音楽。

### 音楽生理学と音楽家の健康のためのクルト・ジンガー研究所ベルリン
音楽生理学と音楽家の健康のためのクルト・ジンガー研究所ベルリン (Kurt-Singer-Institut Berlin für Musikphysiologie und Musikergesundheit) は、2002年から音楽専門家の健康面を研究している。研究所の名前は、1923年から1932年までベルリン音楽大学の医学相談所を率いたユダヤ人の医者かつ音楽学者クルト・ジンガーにちなんでいる。彼は外科医マウリッツ・カッツェンシュタインの後継者だった。そして彼は音楽疾患に関する指導的立場にあった。ナチスが権力を掌握した後、彼は1944年にテレージエンシュタット強制収容所で亡くなった。2014年からは音楽医師アレクサンダー・シュミットが研究所を率いている。

### クラングツァイトオルト – 新音楽研究所
2003年からベルリン芸術大学と共同で、クラングツァイトオルト – 新音楽研究所 (KLANGZEITORT – Institut für Neue Musik) が運営されている。現代音楽を扱う際には、研究所のアンサンブル「klangexekutive」やベルリンの大学の電子スタジオを利用することができる。コンサートシリーズの「ZOOM」や「FOCUS」だけでなく、様々なトピック (楽譜、イントネーション、インドの古典音楽、ラテンアメリカの現代音楽など) に関するイベントもある。研究所を率いるのは、ダニエル・オット (作曲家)、ヴォルフガング・ハイニガー (作曲家)、イリス・テル・シプホルスト (作曲家)、そしてイレーヌ・クレッチケ (音楽・演劇学者) である。

### ジャズ研究所ベルリン
2005年にジャズ研究所ベルリン (Jazz-Institut Berlin, JIB) が設立されたことで、ジャズ教育を国際レベルに引き上げることが可能になった。教授にはアメリカ人のジョン・ホレンベックとジュディ・ニーマック-プリンスが含まれている。研究所の部門は、木管楽器、金管楽器、声楽、ピアノ、弦楽器、打楽器のほか、科学、技術、メディア、に分かれている。芸術監督はジャズ・サキソフォン奏者のペーター・ヴェニガーである。

## イベント
大学では毎年およそ300のイベントが開かれている。定期的なイベントには、会話コンサートシリーズ「スロー・リスニング」、戴冠式馬車ホールでの卓越したコンサートのシリーズ、ミュージックシアター・ワークショップ、ジャンダルメン広場音楽フォーラム、卒業コンサート、公開マスタークラスシリーズ「金曜日午後6時マスタークラス」、学生コンサートシリーズ「コラージュコンサート」、ランチタイムコンサート、室内楽コンサート、そして多くの夕方の講演会がある。
また、ベルリン・コンツェルトハウス、ベルリンの3つのオペラハウス、バイロイト音楽祭、ヘッベル・アム・ウーファー劇場 (HAU)、そしてベルリン・フィルハーモニー管弦楽団との協力がある。多くのイベントがコンツェルトハウス管弦楽団、ブランデンブルク州立管弦楽団フランクフルト (オーデル)、ノイブランデンブルク・フィルハーモニー、そしてブランデンブルク交響楽団などの楽団と共同で開催されている。イベントはシャルロッテン通りとノイエ・マールシュタールの建物にある大学のホールに加え、ベルリン・コンツェルトハウスのホールがメイン会場になっている。さらに大学合唱団は近隣のベルリン大聖堂やフリードリッヒシュタット教会で、エコーアンサンブルはベルリン国立歌劇場やドイツ・グッゲンハイム美術館で演奏し、大学交響楽団はベルリン・フィルハーモニーホールで頻繁に演奏している。
インタラクティブな指揮のためのワークショップ「クリティカル・オーケストラ®」は、クラウス・ハルニッシュのアイデアに基づくもので、当時学長であったクリスタルド・ゲスリングにより2002年に設立された。クリティカル・オーケストラは、それ自体をオーケストラおよび将来の指揮者のための芸術的メンターの集まりととらえ、指揮者ワークショップのリハーサルでは指揮のインパルスに直接フィードバックを与えている。クリティカル・オーケストラには毎年ドイツのオーケストラから約90人の演奏家が集まり、そこにはシュターツカペレ・ベルリン、ベルリン・フィルハーモニー管弦楽団、ベルリン放送交響楽団、ベルリン・コーミッシェ・オーパー、シュターツカペレ・ドレスデン、ドレスデン・フィルハーモニー管弦楽団、ケルン・ギュルツェニヒ管弦楽団、ライプツィヒ・ゲヴァントハウス管弦楽団、NDRエルプフィルハーモニー管弦楽団の元メンバーや現役メンバーが含まれる。参加者している指揮者には、パトリック・ランゲ、エイヴィン・グルベルグ＝イェンセン、ミハウ・ドヴォジンスキ、ダーヴィト・アフカム、クリスティーナ・ポスカがいる。2014年からクリティカル・オーケストラの芸術監督は、シュターツカペレ・ベルリンの第一コンサートマスターであるローター・シュトラウスが務めている。2016年の指揮者メンターは、指揮者ローター・ツァグロセクである。2015年10月に、ハンス・アイスラー音楽大学とドイツ音楽評議会の指揮者フォーラムとの間で、プロジェクトを継続するための協力協定が締結された。

## 人物

### 学長
ハンス・アイスラー音楽大学の1950年からの学長:
- Georg Knepler (1950–1959)
- Eberhard Rebling (1959–1971)
- ディーター・ツェヒリン (1971–1982)
- Olaf Koch (1982–1986)
- Erhard Ragwitz (1986–1989)
- Ruth Zechlin (1990)
- アンネローゼ・シュミット (1990–1995)
- クリストフ・ポッペン (1995–2000)
- Christhard Gössling (2000–2008)
- Jörg-Peter Weigle (2008–2012)
- シュテファン・ヴィリッヒ (2012–2014)
- Jörg-Peter Weigle (1. April–31. August 2014 暫定)
- Birgitta Wollenweber (2014–2015 暫定)
- Robert Ehrlich (2015–2019)
- Sarah Wedl-Wilson (2019年10月1日から)[12]

### 名誉評議員
次の人達は名誉評議員として大学の芸術的教育的目標をサポートしている
- クラウディオ・アバド (1997), ベルリン・フィルハーモニー管弦楽団の元首席指揮者
- ダニエル・バレンボイム (1994), ウンター・デン・リンデン歌劇場のGMD
- ヴォルフガング・リーム (2000), ベルリン・フィルハーモニー管弦楽団の元作曲家
- サイモン・ラトル (2005), ベルリン・フィルハーモニー管弦楽団の元首席指揮者

### 大学評議会
大学評議会のメンバーは次の通り:
- Bernd J. Wieczorek, 大学評議会議長
- Sarah Wedl-Wilson, ハンス・アイスラー音楽大学学長
- Petra Mai-Hartung, ベルリン学生援護会事務局長
- Helen Müller, ベルリンのベルテルスマン社の文化及び社史責任者
- Michael Müller, ベルリン市長
- Antje Weithaas, ヴァイオリニスト、ハンス・アイスラー音楽大学のヴァイオリン教授
- ローター・ツァグロセク, 指揮者

### 著名な教授と講師
- Andre Asriel, ドイツ・オーストリアの作曲家
- Maria Baptist, ピアニスト、作曲家
- Fabio Bidini, ピアニスト
- Martin Bruns, 歌手
- Werner Buchholz, ヴィオラ奏者
- Christian-Friedrich Dallmann, ホルン奏者
- Willy Decker, オペラ監督
- パウル＝ハインツ・ディートリヒ, 作曲家
- Friedhelm Döhler, ホルン奏者
- Susanne Ehrhardt, クラリネットとフルート奏者
- ハンス・アイスラー, オーストリアの作曲家
- Michael Endres, ピアニスト
- Jürgen Ganzer, 作曲家、アコーディオン奏者
- サシュコ・ガヴリーロフ, ヴァイオリニスト
- ダヴィド・ゲリンガス, リトアニアのチェリスト、指揮者
- Bernhard Günther, チェリスト
- Gustav Havemann, ヴァイオリニスト
- Wolfgang Heiniger, 作曲家
- Arnulf Herrmann, 作曲家
- Grete HerwigGrete Herwig, ピアニスト
- Ruth Hohmann, ジャズシンガー
- Ewald Koch, クラリネット奏者
- ヘルムート・コッホ, 指揮者、合唱指導者
- Günter Kochan, 作曲家
- ギドン・クレーメル, ラトヴィアのヴァイオリニスト
- ハンスペーター・キブルツ, スイスの作曲家
- Benjamin Lang, 作曲家
- Wilhelm Martens, ヴァイオリニスト
- Carl Adolf Martienssen, ピアニスト
- Gisela May, 女優、シャンソン歌手
- Erwin Milzkott, フルート奏者
- マリー＝ルイーズ・ノイネッカー, ホルン奏者
- トーマス・クヴァストホフ, バスバリトン歌手
- ボリス・ペルガメンシコフ, チェリスト
- Helma Prechter, ソプラノ歌手
- Bernd Riedel, バリトン歌手
- Dieter Rumstig, ギタリスト、音楽劇作家
- Barbara Sanderling, コントラバス奏者
- Georg Sava, ピアニスト
- クリスティーネ・シェーファー, ソプラノ歌手
- Arno Schellenberg, バリトン歌手
- Martin Schneider, オペラ監督
- Werner Scholz, ヴァイオリニスト
- Jürgen Schröder, ピアニスト
- Josef Schwab, チェリスト
- Siegfried Stöckigt, ピアニスト
- ユリア・ヴァラディ, ソプラノ歌手
- ルドルフ・ヴァーグナー＝レゲニー, 作曲家
- Antje Weithaas, ヴァイオリニスト
- Ruth Zechlin, 作曲家
- タベア・ツィンマーマン, ヴィオラ奏者

### 著名な卒業生
- Nicolas Altstaedt (チェロ)
- Jens Georg Bachmann (指揮)
- Maria Baptist (ピアノ)
- Beatrice Berrut (ピアノ)
- Thomas Blumenthal (ギター)
- Gerlint Böttcher (ピアノ)
- Thomas Böttger (作曲)
- Claudio Bohórquez (チェロ)
- Christian-Friedrich Dallmann (ホルン)
- Michiel Dijkema (演出)
- Susanne Ehrhardt (クラリネット, リコーダー)
- Jenny Erpenbeck (演出)
- Michael Erxleben (ヴァイオリン)
- Isabelle Faust (ヴァイオリン)
- Caroline Fischer (ピアノ)
- Günther Fischer (作曲, サキソフォン, ピアノ)
- Sol Gabetta (チェロ)
- Burkhard Glaetzner (オーボエ)
- Eberhard Grünenthal (フルート)
- Martin Grütter (作曲)
- Tatjana Gürbaca (演出)
- Andy Altenfelder (ジャズトランペット)
- Ronald Hänsch (ジャズトランペット)
- Klaus Harnisch (音楽劇演出)
- Martin Helmchen (ピアノ)
- Andrej Hermlin (ピアノ)
- Eres Holz (作曲)
- Annett Illig (声楽)
- 石坂団十郎 (チェロ)
- ウラディーミル・ユロフスキ (指揮)
- Sarah Kaiser (声楽)
- Marek Kalbus (声楽)
- Georg Katzer (作曲)
- Stefan Keller (作曲)
- Christiane Klonz (ピアノ)
- Peter Konwitschny (演出)
- Klaus Martin Kopitz (作曲)
- ヨッヘン・コヴァルスキー (声楽)
- Henry Krtschil (作曲)
- Genoel von Lilienstern (作曲)
- Cristina Marton  (ピアノ)
- Siegfried Matthus (作曲)
- Christine Mielitz (演出)
- Johannes Moser (チェロ)
- Vera Nemirova (音楽劇演出)
- Jan Paul Nagel (作曲)
- Rolf von Nordenskjöld (サキソフォン)
- 沖澤のどか (指揮)
- Wolfhard Pencz (クラリネット)
- Olga Peretyatko (声楽)
- Gina Pietsch (シャンソン)
- アンナ・プロハスカ (声楽)
- ミヒャエル・ザンデルリング (チェロ)
- Torsten Schäpan (テノール)
- Friedrich Schenker (作曲)
- Gerd Schenker (打楽器)
- Volker Schlott (サキソフォン)
- Stefan Maria Schneider (作曲)
- Katrin Scholz (ヴァイオリン)
- Lothar Strauß (ヴァイオリン)
- Siiri Schütz (ピアノ)
- Barbara Senator (声楽)
- Michael Sens (ヴァイオリン/声楽)
- Sung Shi-yeon (指揮)[15]
- Michael Stöckigt (作曲)
- Antoine Tamestit (ヴィオラ)
- Barbara Thalheim (声楽)
- Martin Todsharow (ピアノ、対位法/作曲)
- Roman Trekel (声楽)
- Guy Tuneh (コントラバス)
- Christian Weidner (サキソフォン)
- Friedemann Weigle (ヴィオラ)
- Jörg-Peter Weigle (指揮)
- セバスティアン・ヴァイグレ (指揮)
- Manfred Weiss (作曲)
- Wiebke Wiedeck (声楽)
- Nils Wülker (ジャズトランペット)
- You Ji-yeoun (ピアノ)
- Dieter Zahn (コントラバス)

## 後援会と表彰
ハンス・アイスラー音楽大学後援会は、大学の学生とプロジェクトを支援し、マスタークラスの資金提供、賞の授与、コンサートの開催などを行っている。会長はマルティナ・フォン・ブリューニングである。
後援会は、チェロ奏者ボリス・ペルガメンシコフ (1948-2004) を記念した室内楽のための「ボリス・ペルガメンシコフ賞」を、2005年から大学と共に主催している。賞金は1万ユーロである。また後援会は2002年から2年ごとに、大学の特に優秀な学生に対して「スタートアップ音楽」賞を授与している。5000ユーロの賞金は、ドイツラジオ文化放送 (Deutschlandradio Kultur) のスタジオでのレコーディング、アプリケーションドキュメントの写真撮影、ウェブサイトのデザインなどを助成するものである。
これらの賞のほかにも、ピアニストで大学教授のレナーテ・ショルラー (Renate Schorler, 1935-2000) を記念したレナーテ・ショルラー基金は、ベルリンのピアノコンクールを支援している。ショルラーは長期間にわたってハンス・アイスラー音楽大学で教師として働き、大学のピアノ部門を支援する基金を作った。この基金は若く才能あるピアニストの育成と、フェリックス・メンデルスゾーンのピアノ作品の紹介に尽力している。
2013年から大学は、現代音楽の作曲と解釈に対し、ハンス・アイスラー作曲家フォーラムとハンス・アイスラー・パーフォーマンス賞を授与している。
ベルリン・ドイツ・オペラとハンス・アイスラー音楽大学の協力のもとに、国際作曲コンクール「Neue Szenen」が若い作曲家を対象に行われている。受賞者には音楽劇作品を作曲するための賞金が授与され、作品はベルリン・ドイツ・オペラで初演される。